# Logista
Il logista (in greco antico: λογιστής?, loghistés, letteralmente "colui che fa i conti") nell'antica Atene era il magistrato incaricato di revisionare i conti pubblici e l'operato dell'amministrazione cittadina, procedimento chiamato Euthyna. 

## Descrizione
Aristotele chiama questi magistrati con diversi nomi: λογισταί (loghistái),  εὔθυνοι (éuthynoi), ἐξετασταί (exetastái) e συνήγοροι (synégoroi). I logisti erano dieci e venivano estratti a sorte tra i membri della Boulé e dovevano esaminare l'operato degli altri magistrati uscenti dal punto di vista finanziario (Alogiou dike). Il processo di controllo durava trenta giorni; i logisti erano affiancati da altri magistrati, i sinegori, e si riunivano nella logisteria.
Nel caso di irregolarità nei conti pubblici i logisti potevano sporgere denuncia nei confronti degli altri magistrati, cosa che potevano fare anche i privati cittadini. Se un sicofante denunciava un magistrato, i conti venivano controllati più attentamente, e, nel caso in cui l'accusa si fosse mostrata infondata, per scagionare l'imputato si doveva ricorrere ad un tribunale di 501 giudici presieduto dai logisti o dai tesmoteti nel caso in cui gli imputati fossero generali dell'esercito.
Anche i magistrati legati ai demi, i demarchi, gli hieropoioi e i tamiai, dovevono rendere conto del loro operato finanziario alla scadenza del loro mandato. 
Oltre che ad Atene, è attestata la presenza di logisti anche ad Eretria, ad Efeso, a Delo, a Teno, ad Issa e, con denominazioni diverse, ad Eritre, Smirne, Alicarnasso, Taso ed Agrigento.